# Лапчиця
Лапчиця (пол. Łapczyca) — село в Польщі, у гміні Бохня Бохенського повіту Малопольського воєводства.
Населення — 2028 осіб (2011).
У 1975-1998 роках село належало до Тарновського воєводства.

## Демографія
Демографічна структура станом на 31 березня 2011 року:
|          | Загалом | Допрацездатний вік | Працездатний вік | Постпрацездатний вік |
| -------- | ------- | ------------------ | ---------------- | -------------------- |
| Чоловіки | 993     | 197                | 705              | 91                   |
| Жінки    | 1035    | 212                | 613              | 210                  |
| Разом    | 2028    | 409                | 1318             | 301                  |